# Wassili Nikolajewitsch Platow

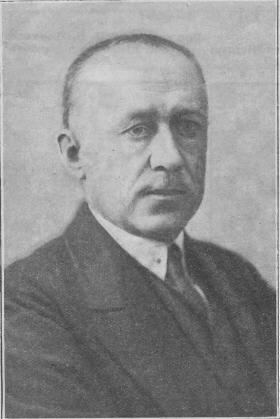
Wassili Platow, um 1928

Wassili Nikolajewitsch Platow (lettisch: Vasīlijs Platovs, russisch Василий Николаевич Платов, wiss. Transliteration Vasilij Nikolaevič Platov; * 24. März 1881 in Riga; † 17. Juli 1952 in Moskau) war ein lettischer Schachkomponist russischer Herkunft.

## Leben und Werk
Wassili Platow war promovierter Mediziner. Ab 1903 komponierte er über 200 Studien, die meisten gemeinsam mit seinem Bruder Michail. Er leitete Studienrubriken in verschiedenen Schachzeitschriften. Die „Brüder Platow“ waren Nachfolger von Alexei Alexejewitsch Troizki und gelten als Pioniere auf dem Gebiet der Endspielstudien. 1914 und 1928 veröffentlichten sie Sammlungen ihrer Werke unter dem Titel Sbornik schachmatnych etjudow (Gesammelte Schachstudien).

## Studie
Die folgende Studie der Brüder Platow war in der Sowjetunion sehr bekannt, weil sie von Lenin in einem 1910 an seinen Bruder Dimitri geschriebenen Brief lobend erwähnt wurde.
|   | a | b | c | d | e | f | g | h |   |
| 8 |   |   |   |   |   |   |   |   | 8 |
| 7 |   |   |   |   |   |   |   |   | 7 |
| 6 |   |   |   |   |   |   |   |   | 6 |
| 5 |   |   |   |   |   |   |   |   | 5 |
| 4 |   |   |   |   |   |   |   |   | 4 |
| 3 |   |   |   |   |   |   |   |   | 3 |
| 2 |   |   |   |   |   |   |   |   | 2 |
| 1 |   |   |   |   |   |   |   |   | 1 |
|   | a | b | c | d | e | f | g | h |   |

Lösung: 
1. Le7–f6 d5–d4
2. Sg1–e2! a2–a1D
3. Se2–c1!
Die Pointe. Nach 3. Lxd4+? Dxd4 4. Sxd4 Kxd4 5. Kg4 Kxd3 6. Kg5 Ke4 7. Kh6 Kf5 könnte Weiß nicht mehr gewinnen. Nun droht Lg5 matt. Nach der Hinlenkung Dxc1 geht die Dame mit einem Läuferspieß verloren. Deckt Schwarz die Mattdrohung mit
3. … Da1–a5
so ist das eine weitere Hinlenkung in eine Springergabel nach
4. Lf6xd4+ Ke3xd4 oder Ke3–d2
5. Sc1–b3+
nebst Damengewinn und leicht gewonnener Stellung.